# Марк Тулий Тирон
Марк Тулий Тирон (на латински: Marcus Tullius Tiro; * 103 пр.н.е., Арпинум; † 4 пр.н.е., Путеоли) e роб, освободен на Цицерон.

## Биография
Роден е в къщата на Цицерон и расте заедно с него. След това отива с фамилията в Рим. През 53 пр.н.е. е освободен и придружава Цицерон по време на неговото управление в Киликия, но трябва да го напусне по здравословни причини. След смъртта на Цицерон се оттегля в малко владение до Путеоли.
Тирон служи на Цицерон като секретар. Издава след смъртта на патрона си неговите речи, събира неговата кореспонденция и пише биографията на оратора, която не е запазена, но е ползвана от Плутарх.
Тирон е най-известен с изнамерването на староримската стенография, която от 16 век се нарича Тиронски ноти (Tironianum, Notas Tironis Explicandi Methodus). Шрифтът е имал 4 000 знаци. Съчинява го за да може да записва речите на Цицерон. Според Плутарх на 5 декември 63 пр.н.е. по време на сенатското заседание в процеса против Катилина за пръв път речите се записват със стенографските знаци.
Тирон е герой в романите Imperium и Titan (Lustrum) за биографията на Цицерон на английския писател Роберт Харис от 2006 и 2009 г.